# Émile Eudes
Émile François Désiré Eudes, anomenat el general Eudes, va néixer a Roncey (Manche) el 12 de setembre de 1843 i va morir el 5 d'agost de 1888 a París (districte XIX). Es tracta d'una personalitat de la Comuna de París.

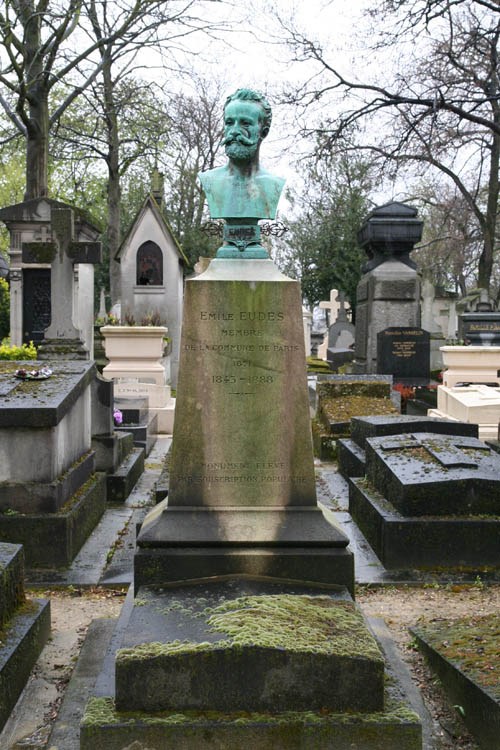
Tomba d'Émile Eudes

Després d'estudiar a Saint-Lô, aquest fill d'un comerciant es va traslladar a París on va estudiar farmàcia mentre assistia als cercles revolucionaris. Té un temps una llibreria, es va convertir en gerent del Libre Pensée, s'uneix als maçons i participa en les activitats dels grups de combat blanquistes. A partir d'agost de 1870, va participar en l'atac blanquista inútil contra el quarter de bombers de La Villette. Detingut, va ser condemnat a mort, però la derrota de Sedan i la proclamació de la República el 4 setembre 1870 mantenen sa i estalvi.
Durant el setge de París pels alemanys (setembre 1870-març 1871) va esdevenir membre del Comitè Central Republicà dels Vint Districtes, i capità del batalló 138 de la Guàrdia Nacional (França) . Va participar en l'aixecament del 31 d'octubre de 1870 contra el Govern de Defensa Nacional. El 18 de març de 1871, al capdavant de la Guàrdia Nacional de Belleville es va apoderar de la sala de la ciutat i proposa, sense èxit, marxar immediatament a Versalles, on es troben l'Assemblea Nacional i el govern d'Adolphe Thiers. El 24 de març, va ser nomenat delegat per a la guerra (amb Emile-Victor Duval i Paul Antoine Brunel) pel Comitè Central de la Guàrdia Nacional. El 26 de març va ser escollit membre del Consell de la Comuna pel XI districte, forma part del Comitè Executiu i del Comitè de Guerra. el 3 d'abril, és un dels instigadors desastrosa ofensiva dels comunards cap a Versalles. designat inspector de les fortaleses del Marge Esquerre i el Comandant de la 2a brigada activa de la reserva, va lluitar a les barricades durant la Setmana Sagnant. Va ser elegit el 9 de maig al Comitè de Salvació Pública.
Aconseguí fugir a Suïssa i després a Londres. Va ser condemnat a mort in absentia pel 3er Consell de Guerra a l'agost de 1872. De retorn a França després de l'amnistia de 1880 treballà com a químic i va treballar per al diari d'Auguste Blanqui, Ni Dieu ni maître, llavors va fundar L'Homme Libre amb Edouard Vaillant.